# Équipe d'Union soviétique de hockey sur glace
L’équipe d'Union soviétique de hockey sur glace (en russe Сборная СССР по хоккею с шайбой) a été l'une des équipes nationales les plus performantes et les plus titrées au cours de son existence : 900 matchs joués pour 725 victoires et 27 médailles d'or.
Depuis la dislocation de l'Union soviétique, les sélections suivantes ont vu le jour :
- équipe unifiée rassemblant les joueurs de l'ex-URSS lors des Jeux olympiques d'hiver de 1992
- Arménie
- Biélorussie
- Estonie
- Géorgie
- Kazakhstan
- Kirghizistan
- Lettonie
- Lituanie
- Russie
- Ukraine.

## Historique

### Domination sans partage
L’Union soviétique présente pour la première fois une sélection pour affronter l’Allemagne de l’Est en avril 1951 et dès ce premier match, les Soviétiques marquent les esprits en battant les joueurs allemands chez eux, à Berlin, sur le score de 23 buts à 2. L’URSS intègre en 1952 la Fédération internationale de hockey sur glace. Le premier match en compétition internationale a lieu lors du championnat du monde 1954 à Stockholm en Suède. Lors de ce tournoi, les Soviétiques ne laissent aucune chance à leur adversaire ne concédant qu'un seul match nul contre les joueurs locaux et gagnant les six autres matchs. Les Soviétiques inscrivent alors 37 buts pour seulement 10 buts encaissés par la paire de gardien de but, Poutchkov et Grigory Mkrtychan pour gagner leur première médaille d'or du monde et d'Europe.
Par la suite, les championnats vont se suivre et se ressembler pour les adversaires des Soviétiques : lors des 34 championnats du monde qui vont suivre, ils vont ramener 34 médailles dont 19 d'or. En 1962, le hockey est au cœur de la guerre froide entre l'Amérique du Nord et l'URSS. Les organisateurs du championnat du monde décident d’exclure l’Allemagne de l’Est en réaction à la construction du Mur de Berlin et de ce fait le championnat du monde connaît son second « boycott » avec l'absence par solidarité de l'URSS, mais aussi de la Tchécoslovaquie, de la  Pologne, de la Roumaine et enfin de la Yougoslavie. Les Soviétiques ne vont plus rater une seule édition du championnat du monde jusqu'en 1991 avec une domination presque sans partage lors des années 1960, 1970 et 1980. Les joueurs de l’URSS ont également dominé les Jeux olympiques d'hiver avec, entre 1956 et 1992, toujours un pied sur le podium, huit médailles d'or, une d'argent et une de bronze.

### Domination critiquée
La domination de l'Union soviétique peut s’expliquer en partie par le fait que durant cette période, les Canadiens n’envoyaient pas de joueurs professionnels pour les compétitions internationales alors que les joueurs soviétiques, officiellement amateurs, étaient en réalité des joueurs professionnels qui évoluaient dans la ligue élite soviétique. Ainsi, le Canada va boycotter les championnats du monde entre 1970 et 1976. En 1977, le Canada fait son retour dans le championnat du monde mais ce retour ne vient pas pour autant perturber les succès soviétiques.

### Séries contre les équipes nord-américaines
En 1972, cherchant à savoir laquelle des deux nations est la plus grande nation de hockey, Soviétiques et Canadiens se rencontrent à l’occasion de la Série du siècle. Ce fut un des seuls revers de l'équipe soviétique avec trois victoires, un match nul et quatre défaites, dont les trois derniers matchs à Moscou. La série va également permettre à l'équipement du gardien d'évoluer. En effet, lors des matchs opposant les deux équipes, le gardien Vladislav Tretiak se présente sur la glace avec un casque intégral couvrant également l'arrière de la tête. Il est le premier gardien à se rendre compte qu'un palet pris sur l'arrière de la tête peut être aussi dangereux qu'un palet de front. En 1979, une série de matchs est programmée entre l'équipe soviétique et une sélection des meilleurs joueurs de la Ligue nationale de hockey. Cette série porte le nom de 1979 Challenge Cup et a duré trois matchs. La première victoire 4-2 des joueurs de la LNH est en réalité la seule victoire à mettre sur le compte de l'Amérique du Nord, les Soviétiques emportant le second match sur le fil (5 à 4) mais écrasant leur adversaire 6 buts à 0 avec un blanchissage de Vladimir Mychkine.
Entre 1976 et 1991, des matchs d'exhibition ont lieu en Amérique du Nord entre des équipes soviétiques – dont l'équipe nationale - et des franchises de la Ligue nationale de hockey. Ces rencontres sont appelées les Super Séries. Lors des Super Séries de 1983, l'équipe soviétique va représenter son pays lors des matchs suivants :
- Oilers d'Edmonton 4-3 URSS
- URSS 3-0 Nordiques de Québec
- URSS 5-0 Canadiens de Montréal
- Flames de Calgary 3-2 URSS
- URSS 6-3 North Stars du Minnesota
- URSS 5-1 Flyers de Philadelphie

La dernière série entre Soviétiques et joueurs de la LNH a eu lieu en 1987 lors du Rendez-Vous '87 à Québec, la sélection de la LNH l'a emporté lors du premier match 4 à 3, les Soviétiques prenant leur revanche lors du second match 5 à 3.

## Joueurs et entraîneurs célèbres

### Meilleurs buteurs
Avec 213 buts, Aleksandr Maltsev est le joueur soviétique qui aura inscrit le plus de but dans sa carrière internationale. Il représente son pays pendant 15 saisons entre 1968 et 1983 et ramène onze médailles d'or des championnats du monde. Les cinq plus grands buteurs soviétiques sont les suivants :
|    | Nom                  | Poste  | PJ  | B   |           | Période                            | Équipe Superliga |
| -- | -------------------- | ------ | --- | --- | --------- | ---------------------------------- | ---------------- |
| 1  | Aleksandr Maltsev    | C - AD | 321 | 213 | 1968-1983 | Dynamo Moscou                      |                  |
| 2  | Boris Mikhailov      | AD     | 288 | 207 | 1967-1980 | CSKA Moscou                        |                  |
| 3  | Valeri Kharlamov     | AG     | 292 | 193 | 1968-1981 | CSKA Moscou                        |                  |
| 4  | Vladimir Petrov      | C      | 281 | 189 | 1968-1981 | CSKA Moscou - Krylia Sovetov       |                  |
| 5  | Sergueï Makarov      | AD     | 315 | 189 | 1978-1991 | CSKA Moscou - Traktor Tcheliabinsk |                  |
|    |                      |        |     |     |           |                                    |                  |
| 13 | Viatcheslav Fetissov | D      | 309 | 95  |           | 1977-1991                          | CSKA Moscou      |

Viatcheslav Fetissov est le défenseur soviétique à avoir inscrit le plus grand nombre de buts dans sa carrière internationale et au total les Soviétiques auront inscrit plus de 5 000 buts en 900 matchs.

### Meilleurs gardiens de but
Vladislav Tretiak a été le gardien de but le plus utilisé de l'histoire avec 291 matchs en quinze saisons. Au total, les Soviétiques auront eu une trentaine de gardiens avec six gardiens utilisés pour plus de cinquante matchs.
|   | Nom                | PJ  |           | Période                                           | Équipe Superliga |
| - | ------------------ | --- | --------- | ------------------------------------------------- | ---------------- |
| 1 | Vladislav Tretiak  | 291 | 1969-1984 | CSKA Moscou                                       |                  |
| 2 | Viktor Konovalenko | 117 | 1960-1971 | Torpedo Gorki                                     |                  |
| 3 | Nikolaï Poutchkov  | 90  | 1954-1963 | CSKA Moscou - VVS Moscou - SKA Léningrad          |                  |
| 4 | Vladimir Mychkine  | 87  | 1978-1991 | Dynamo Moscou - Krylia Sovetov - Kristall Saratov |                  |
| 5 | Sergueï Mylnikov   | 67  | 1984-1990 | Traktor Tcheliabinsk - SKA Léningrad              |                  |
| 6 | Viktor Zinger      | 58  | 1965-1976 | HC Spartak Moscou                                 |                  |

### Entraîneurs soviétiques
Les Soviétiques ont eu plusieurs entraîneurs au cours de la quarantaine de saisons jouées, certains ayant été entraîneur pour quelques matchs (Vladimir Yegorov, par exemple, a été entraîneur trois matchs) mais d'autres pour de plus longues durées. La liste des différents entraîneurs est la suivante :
| Nom                 | PJ  | V   | D  | N  | %V     |           | Période |
| ------------------- | --- | --- | -- | -- | ------ | --------- | ------- |
| Viktor Tikhonov     | 413 | 338 | 44 | 31 | 85,5 % | 1976-1991 |         |
| Arkadi Tchernychiov | 294 | 240 | 37 | 17 | 84,5 % | 1954-1972 |         |
| Boris Koulaguine    | 80  | 59  | 14 | 7  | 78,1 % | 1972-1977 |         |
| Vsevolod Bobrov     | 71  | 57  | 8  | 6  | 84,5 % | 1972-1974 |         |
| Anatoli Tarassov    | 39  | 30  | 5  | 4  | 82,0 % | 1958-1972 |         |
| Vladimir Yegorov    | 3   | 1   | 2  | 0  | 30 %   | 1954-1967 |         |

## Palmarès

### Championnat du monde

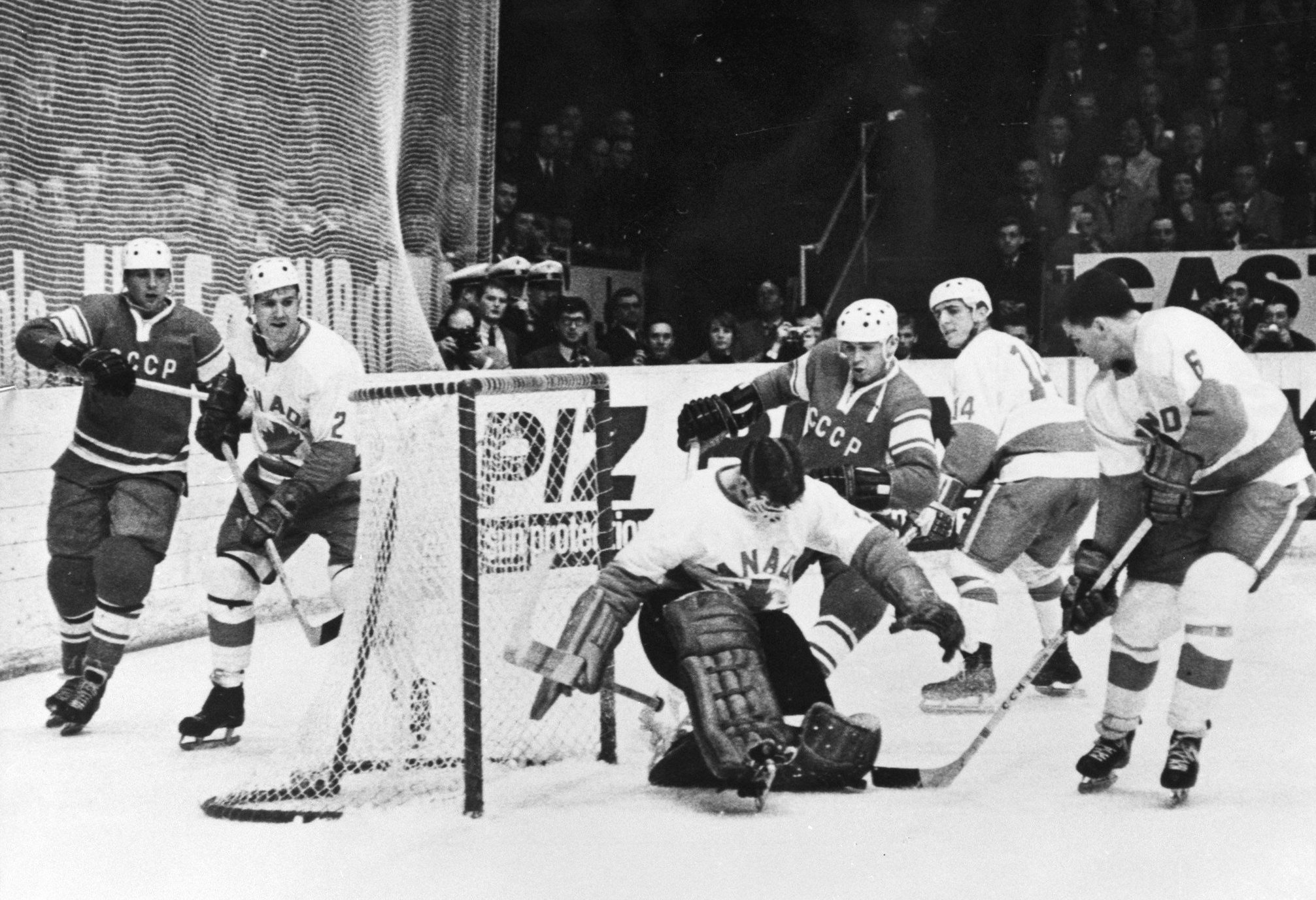
Championnat du monde de 1967, arrêt du gardien canadien contre l'URSS.

Médailles d'or
- 1954, 1963, 1965, 1966, 1967, 1969, 1970, 1971, 1973, 1974, 1975, 1978, 1979, 1981, 1982, 1983, 1986, 1989 et 1990

 Médailles d'argent
- 1955, 1957, 1958, 1959, 1972, 1976 et 1987

 Médaille de bronze
- 1961, 1977, 1985 et 1991

### Championnat d'Europe
Les championnats d'Europe étant tous liés entre 1954 et 1991 aux championnats du monde, les Soviétiques les ont également dominés avec 27 titres de champion d'Europe.
 Médailles d'or
- 1954, 1955, 1956, 1958, 1959, 1960, 1963, 1964, 1965, 1966, 1967, 1968, 1969, 1970, 1973, 1974, 1975, 1978, 1979, 1981, 1982, 1983, 1985, 1986, 1987, 1989 et 1991

 Médailles d'argent
- 1957, 1961, 1971, 1972, 1976 et 1990

 Médaille de bronze
- 1977

### Jeux olympiques d'hiver
Les Soviétiques ont également tout dominé lors des différents Jeux olympiques entre 1956 et 1992. Ainsi sur un total de 63 matchs, l'URSS en a gagné 56 pour 5 défaites et 2 matchs nuls. En 1992, ce n'est pas réellement l'URSS qui participe, mais plutôt l'Équipe unifiée.
 Médaille d'or
- 1956, 1964, 1968, 1972, 1976, 1984, 1988 et 1992

 Médaille d'argent
- 1980

 Médaille de bronze
- 1960

### Coupe Canada
La Coupe Canada a été mise en place en 1976 dans le but de rassembler les meilleurs joueurs au monde de hockey sur glace. Afin de permettre à un maximum de joueurs de participer, le tournoi a lieu à chaque fois début septembre, période souvent inactive pour la majeure partie des championnats.
- 1976 - les Soviétiques sont éliminés à l'issue du round-robin.
- 1981 - les Soviétiques finissent à la première place et infligent aux Canadiens une des plus grosses défaites de leur histoire 8 buts à 1.
- 1984 - premiers à l'issue du tour préliminaire, les Soviétiques finissent troisièmes du tournoi. Cette année-là, les joueurs soviétiques envoyés étaient tous gauchers[15].
- 1987 - défaite en finale. Les Canadiens écartent les Soviétiques en trois matchs très disputés : le premier se solde par la victoire soviétique en prolongation 6-5, le second le score est inversé (avec un coup du chapeau de Mario Lemieux) et lors du troisième et dernier match, ce même Lemieux donne la victoire dans le temps règlementaire sur une passe de Wayne Gretzky.
- 1991 - les Soviétiques sont éliminés dès le premier tour.

## Saison par saison
Cette section présente les résultats de l'équipe saison par saison avec le nombre de matchs joués, les victoires, défaites et matchs nuls ainsi que les médailles gagnées.

### Documentaire
- Red Army, de Gabe Polsky, 2014[17]. Film documentaire croisant le destin de l'Union Soviétique et de son équipe de hockey sur glace.